# روبرت كولمان فوستر
روبرت كولمان فوستر (بالإنجليزية: Robert Coleman Foster)‏ هو محامي وسياسي أمريكي، ولد في 8 يوليو 1769 في فرجينيا في الولايات المتحدة، وتوفي في 27 سبتمبر 1844 في ناشفيل في الولايات المتحدة. انتخب عضو مجلس نواب تينيسي وانتخب عضو مجلس ولاية تينيسي.